# La Boîte de Pandore (film, 2008)
Pour les articles homonymes, voir La Boîte de Pandore.
Pour plus de détails, voir Fiche technique et Distribution.
La Boîte de Pandore (Pandoranın Kutusu) est un film franco-turc réalisé par Yeşim Ustaoğlu en 2008.

## Synopsis
Deux sœurs et leur frère partent d'Istanbul vers leur maison natale d'où leur mère âgée (Nusret, jouée par Tsilla Chelton) a disparu, partie seule dans la montagne. Leur mère retrouvée, ils la ramènent à Istanbul où est diagnostiquée la maladie d'Alzheimer à un stade avancé. Après avoir tenté de la garder chez elle, sa fille aînée la place en institution, mais le petit-fils, Murat, vient la chercher et la ramène dans sa maison.

## Fiche technique
- Titre français : La Boîte de Pandore
- Titre turc : Pandoranın Kutusu
- Réalisation : Yeşim Ustaoğlu
- Scénario : Yeşim Ustaoğlu et Sema Kaygusuz
- Photographie : Jacques Besse
- Musique : Jean-Pierre Mas
- Son : Bernd Von Bassewilz
- Montage : Franck Nakache
- Société de production : Ustaoglu Film, Silkroad Production, Les Petites Lumières, Stromboli Pictures, The Match Factory
- Distribution :  France : Bodega Films
- Pays :  France,  Turquie
- Dates de sortie : 
  -  Canada : 6 septembre 2008 (Festival de Toronto)
  -  Turquie : 23 janvier 2009
  -  France : 29 avril 2009[1]
- Le film est également sorti en dvd chez Tiglon, avec sous-titres en français, anglais et allemand

## Distribution
- Tsilla Chelton : Nusret
- Derya Alabora (tr) : Nesrin
- Övül Avkıran : Guzin
- Onur Ünsal (tr) : Murat
- Osman Sonant (tr) : Mehmet
- Tayfun Bademsoy (tr) : Faruk
- Nazmi Kırık (tr) : Hırsız